# Munich Brewers
Die Munich Brewers (amtlich: Munich Brewers Baseball Club München 1984 e. V.) waren ein Baseballverein aus München. Der Verein wurde 1984 gegründet, 2009 wurde er aus dem Vereinsregister gelöscht.
Die Brewers spielten insgesamt sechs Jahre in der Baseball-Bundesliga, letztmals 1994.
1993 stand der Verein im Halbfinale um den DBV-Pokal, 1995 im Finale.